# Blankenrode
Blankenrode is een plaats in de Duitse gemeente Lichtenau, deelstaat Noordrijn-Westfalen, en telt 154 inwoners (31 december 2016).

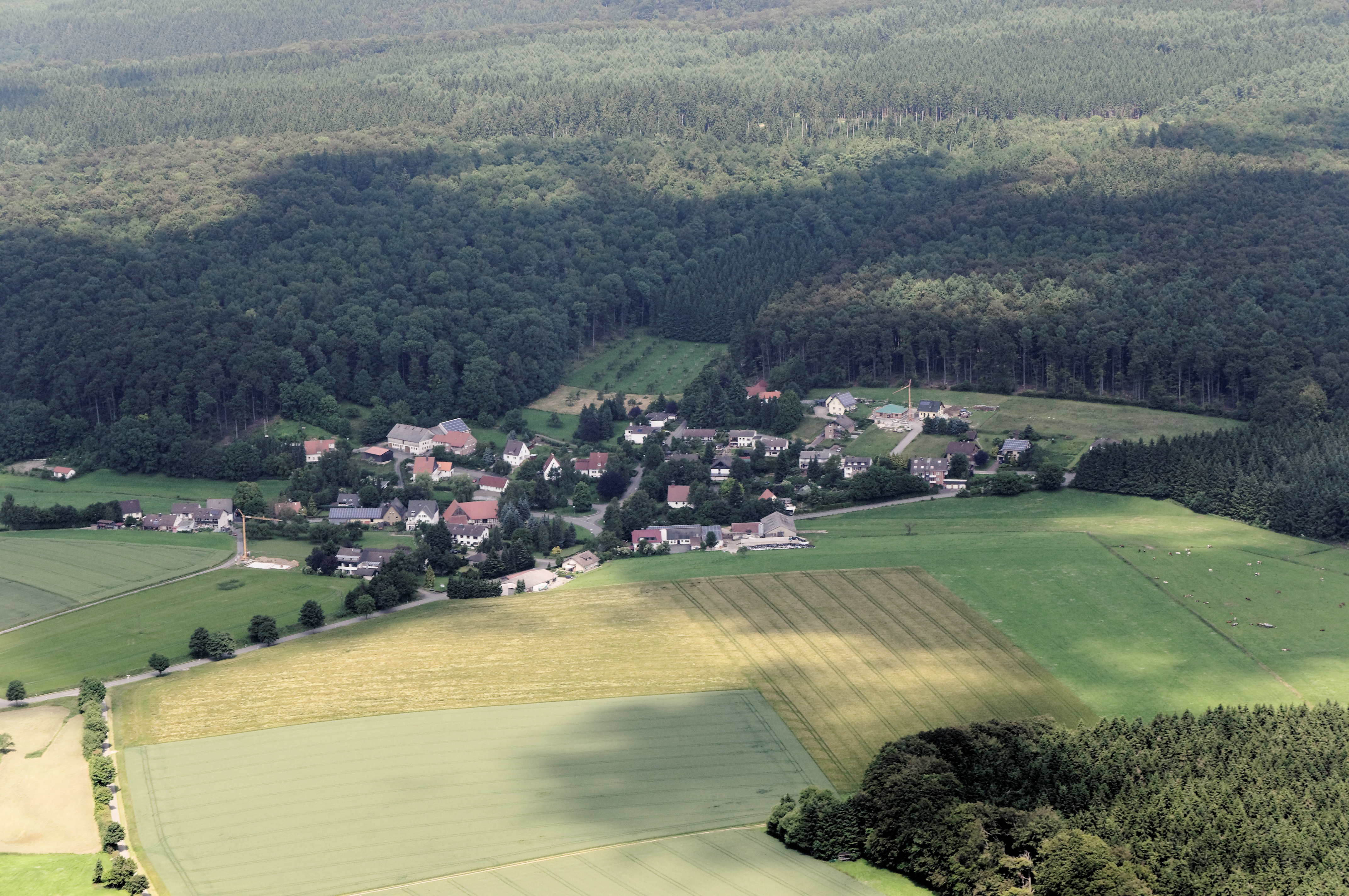
Blankenrode, luchtfoto uit 2013

Tot 1952 vormden Blankenrode, Dalheim en Elisenhof (Bad Wünnenberg) één gemeente. Tot aan de gemeentelijke herindeling op 1 januari 1975 waren deze drie zeer kleine plaatsjes vervolgens drie zelfstandige gemeentes. Daarna kwamen Blankenrode en Dalheim aan Lichtenau en Elisenhof aan Bad Wünnenberg.